# 家族だから愛したんじゃなくて、愛したのが家族だった
『家族だから愛したんじゃなくて、愛したのが家族だった』（かぞくだからあいしたんじゃなくて、あいしたのがかぞくだった）は、作家・岸田奈美による、配信サイト『note』に投稿された実話をもとに出版された自伝的エッセイ、およびそれを原作とするテレビドラマ。

## 概要
2019年11月9日に、作家・岸田奈美が配信サイト『note』に、車椅子利用者の母とダウン症の弟、幼い頃に急逝した父とのエピソードなどを綴った自伝的エッセイ。
配信から1年で累計800万PVを達成し、2020年9月には小学館から同名タイトルで書籍化された。書籍版のページ番号には、24歳まで字が書けなかった弟の手書きの文字を採用している。
岸田にとって初の著書となる。
2023年5月より、河合優実主演でテレビドラマ化され、NHK BSプレミアム・NHK BS4Kで放送された。

## 書籍情報
- 岸田奈美『家族だから愛したんじゃなくて、愛したのが家族だった』小学館、2020年9月23日。ISBN 978-4-09-388778-6。
- 岸田奈美『家族だから愛したんじゃなくて、愛したのが家族だった +かきたし』小学館、2023年4月6日。ISBN 978-4-09-407246-4。
  - 上記エッセイの文庫版。

## テレビドラマ
NHK BSプレミアム・NHK BS4Kの「プレミアムドラマ」枠で2023年5月14日から7月16日まで放送された。全10話。主演は本作が連続ドラマ初主演となる河合優実。略称は「かぞかぞ」。英題は「MY FAMILY」。
エッセイの内容に加えて、家族や関係者への取材によって得られたエピソードも描かれている。
七実の父・耕助を演じる錦戸亮は、ジャニーズ事務所からの独立後初のテレビドラマ出演となった。
放送批評懇談会「ギャラクシー賞」テレビ部門の2023年7月度月間賞を受賞した。以降、BS放送の時点で様々な賞を受賞し、後述の地上波放送でも「第121回ザテレビジョンドラマアカデミー賞」の監督賞を大九明子が受賞した。
2024年7月9日から9月24日まで、NHK総合の「ドラマ10」枠にて地上波で放送された。なお、地上波放送では放送枠の都合上、BSでの本放送より5分短い短縮版となるが、監督を務めた大九が自ら時間をかけて全話を45分に再編集している。

### 登場人物（テレビドラマ）

#### 岸本家
岸本七実（きしもと ななみ）
演 - 河合優実（幼少期：池上心白羽〈4歳〉、山田詩子〈8歳〉）
本作の主人公。兵庫県神戸市出身。
作中での経歴は、高校3年生（1・2）→大学1年生（3・4）→『Loupe』広報責任者（5・6）→作家（7 - 終）。
口が達者で、小学生の頃はネット掲示板で「降臨」を期待される存在であった。
高校では「三軍女子」として目立たず生活し、進路にも悩む中「人を笑わせる側にいたい」として一時はニューヨークで大道芸人を目指す。担任の田口に英語を教わり、同級生の環とともに英会話をこなすまでに至るも、環が近畿学院大学への進学を目指していること、またひとみの車椅子生活には社会的な課題が立ち塞がっていることを知り、「ママが笑顔で暮らせるように」と自身も近畿学院大学の人間福祉学部を受験。英語と小論文という得意の2科目だったため見事に合格。
大学で参加している授業では自身の目標の達成が難しいと感じ始めていた折、偶然開かれていた『Loupe』の代表・首藤の講演を聴き、目標へ近づくチャンスとばかりに『Loupe』への参加を志願する。Webサイトの作成や、コンペにおけるひとみの講演を提案するなどの頑張りが認められ、メンバーに加わった。
2019年には大学を卒業し、そのまま『Loupe』の広報の責任者として就職した。企画力に長け、首藤からもその点は期待されているが、事務的な仕事は苦手で社内外問わず顰蹙を買っている。
多忙を極め、長期間パソコンの電源を切っていなかったことが原因となり、自身のパソコンがコンピュータウイルスに感染し、社内および取引先にウイルスを含むメールが大量に送信される事態を引き起こしてしまった。その件を挽回しようと、出版社から紹介を受けたネットメディア『Hope』で取材を受けるも、タイトルに「悲劇だらけでも大丈夫」と書かれており、耕助の死・草太のダウン症・ひとみの車椅子生活のことを「悲劇」と書かれたことに自責の念を感じてしまう。
耕助が倒れる直前に、自分の話も聞かずに仕事から帰ってきてもソファで寝転ぶ耕助に対して「パパなんか死んでまえ」と言い放ってしまったことを後悔していたが、七実の「パパに会いたい」という気持ちから、耕助の幻視が見えるようになり、直接「死んでまえって言うてごめんなさい」と謝罪することができた。
その後、「家族の良い所を書きたい」という自らの気持ちに重なる形で「家族の物語を紡ぎたい」という夢を耕助も持っていたと知ったことから、「草太の勘違いにより草太と遊園地に行った」という出来事を中学生の頃に利用していたブログに綴る。読者からより利用者が多いサイト『ALL WRITE』への投稿を勧められ、そこに転載したところ一晩で7000いいねを超える反響があり、そこから投稿した文章に多くの読者がつくようになった。
七実の文才を見出した『ALL WRITE』の小野寺の説得により、『Loupe』を退職し作家の道に進む決断をした。2019年には『ALL WRITE』に投稿した記事をまとめた著書『大丈夫じゃない日々、大丈夫な家族』を発売。何度も重版されるほどの大ヒットを記録した。
本が売れて以降は、「ファンとの交流の場所を作りたい」「人を楽しませたい」という想いから、月に一度バーでママとして働いている。一方で、ひとみが再び入院するまでは約2年間毎日記事を更新し続けていた。
2025年には、十色出版から新たな著書『岸本家のあかん日々』を発売しており、再び大ヒットを記録した。
さらに、「耕助に褒められたかった」という理由から、これまでに七実が書いた著書の印税で耕助のボルドーを買い戻し、そのボルドーでの「初ドライブ」として耕助の墓参りに芳子を含めた岸本家全員で行く。
岸本ひとみ（きしもと ひとみ）
演 - 坂井真紀（幼少期：有香）
七実の母。旧姓は「大川ひとみ」。
2014年に突然大動脈解離で倒れ、その後遺症で下半身不随になってしまい、車椅子での生活となる。
車椅子の生活になる前は整体師の見習いをしていた。
当初は車椅子の生活に慣れず、周りからの目を気にする生活を続けていた。
ある日、病院で周りの患者と自身のする話で盛り上がっていた所、カウンセラーの佐々木から心理カウンセラーの道を勧められ、その道を目指すようになる。
七実の提案で、首藤と溝口が参加したバリアフリー化する駅ビルの内装デザインのコンペに参加し、その講演が高く評価されたことから『Loupe』のアドバイザーとしてメンバーに加わった。
2019年には『Loupe』のサポートにより、自動車の運転も出来るようになった。
2022年には、2014年の手術で人工弁に変えた部分が細菌感染し、そこで炎症が起きてしまい、新しい人工弁に変えるために再び手術をすることになったが無事に成功し、入院生活を経て退院した。その後、2025年では仕事にも復帰している。
岸本草太（きしもと そうた）
演 - 吉田葵（幼少期：神戸孝太、少年期：小倉匡）
七実の弟。ダウン症を患っている。
2000年11月5日生まれ。
小学生の頃は「キッシー」と呼ばれていた。
2019年には、特別支援学校の高等部を卒業し、作業所への就職を志している。
2022年には、カフェレストラン『やすみDOKI』で働いている。
2025年には、皿洗いや洗濯など、身の回りの主な家事を1人で出来るようになっており、職場に隣接しているグループホームで一人暮らしをすることになった。
岸本耕助（きしもと こうすけ）
演 - 錦戸亮
七実の父。生前はベンチャー起業家だった。
愛車は赤いボルドー。車の愛称は「ボルちゃん」。
七実が中学校に入ってすぐに、勤めていた会社を辞め、起業した。
2010年10月に急性心筋梗塞で倒れ死去。
第1話の時点で既に亡くなっており、劇中では回想シーンを除き、幻視のような存在として描かれている。
草太には「東京に出張中」と話している。
草太は第1話時点（2014年）、七実は第6話時点（2019年）で耕助の幻視が見えるようになった。
耕助の死後、2010年に岸本家の家計を支えるために愛車のボルドーは一度売却されたが、2025年に七実が同じ車を買い戻した。
大川芳子（おおかわ よしこ）
演 - 美保純（若年期：臼田あさ美）
七実の祖母。大雑把でマイペースな性格。
旧姓は「日野芳子」。
元々大阪府に住んでいたが、ひとみが倒れたことを機に七実たちと同居している。
茂との結婚前に実家から奉公に出された。
2022年には認知症の傾向が見られており、2025年には専門のケアハウスに入居している。

#### 七実の高校時代の人たち
天ヶ瀬環（あまがせ たまき）
演 - 福地桃子（第1話 - 第9話）
七実の高校の友人。三軍女子。あだ名は「マルチ」。
母親がマルチ商法にハマっており、同級生の家庭にも勧誘しているため、自身も「マルチ」と呼ばれている。
2015年からは七実と同じ近畿学院大学の国際文化学部に合格し、大学でも七実と共に学生生活を送っていた。
大学卒業後は家族の元を離れ一人暮らしをしており、七実のことをいつも気にかけている。
アルバイトとしてアクアショップに勤務していたが、そのまま就職した。
高校卒業後も長らく七実からも「マルチ」と呼ばれ続けていたが、2025年では本名の「環」と呼ばれるようになった。
数藤茉莉花（すどう まりか）
演 - 若柳琴子（第1話・第2話・第7話）
七実の同級生。一軍女子。
七実や環と同じ近畿学院大学を志望するも不合格だった。
2022年には、東京でNo.1ホステスとして働いている。
2022年時点で二階堂と交際しており、2025年時点で結婚している。
美月
演 - 荒川ひなた（第1話・第2話・第7話）
七実の同級生。一軍女子。
リオ
演 - 永井彩加（第1話・第2話・第7話）
七実の同級生。一軍女子。
小平旭
演 - 島村龍乃介（第1話・第9話・最終話）
七実の元彼氏。構造力学が好きな理系男子。
七実とは異なる『いぶき東高等学校』に通っており、普段は自転車通学だが雨の日に偶然電車に乗ったところ、一緒に乗り合わせた七実の三半規管の強さに一目惚れした。
七実と偶然コンビニで会った際に草太の存在を知り、「草太の面倒を見る自信がない」という理由で一度は七実に別れを告げる。
しかし、それは七実との結婚までを考えたためであり、七実に「高校生だからそこまで考えてなかった」と言われ、最終的によりを戻そうとした。
2025年に七実の著書『岸本家のあかん日々』のサイン会に参列しており、久々の再会を果たした。
2025年には、資格を取得し、建築の勉強に勤しんでいる。
田口太郎
演 - 松田大輔（第2話・第9話・最終話）
七実の担任の教師。英語教師。
七実からニューヨークへ行くための英語の補習授業を頼まれ、英語を教えた。
2025年には、七実のサイン会に挨拶をしに来た。
実は環が勤めているアクアショップのオーナーであり、陰ながら七実と環を見守っていた。

#### 岸本家を見守る人たち
陶山克哉（とうやま かつや）
演 - 奥野瑛太（第1話 - 第7話・第9話・最終話）
『ミナト運輸』の配送業者。岸本家の区域を担当している。
持田春太
演 - 名村辰（第1話・第3話・第5話・第9話）
岸本家の近所のコンビニの店長。岸本家のことをよく気にかけている。
栗山雪
演 - 宮内杏璃（第1話・第3話・第5話・第9話）
岸本家の近所のコンビニのアルバイト。
瀬尾さん
演 - 岡野陽一（第3話・最終話）
七実のアルバイト先の先輩。
七実が沖縄旅行の資金調達のために行った、引っ越しの梱包と交通整理の警備員の両方のアルバイトで働いており、野球場のコーヒーの売り子のアルバイトの際には野球観戦の観客として七実の前に現れた。
2025年の七実の夢ではラーメン屋の屋台の店主を勤めていた。
住吉政子
演 - 片桐はいり（第3話・第8話）
芳子の大阪の友人。
大川家の隣の家に住んでいる。
芳子が誰にも告げずに手ぶらで大阪に来てしまった際には芳子を家に泊め、衣類を貸し出すなど面倒を見ていた。

#### Loupe（ルーペ）
首藤颯斗（しゅとう はやと）
演 - 丸山晴生（第3話 - 第7話）
七実と環が通う大学の3年生。学生起業家。
7年前に事故に遭って以降、車椅子で生活している。
車椅子に乗った自分の目線からしか見えない景色があることに気付き、虫眼鏡のように「社会に足りないもの」や「未来に必要なもの」を発見出来るように、『Loupe』（ルーペ）というユニバーサルデザイン会社を大学2年生の時に起業した。
2019年には『Loupe』に七実や溝口以外にも社員が増えており、全員を束ねる社長として活躍している。
溝口渉
演 - 若林拓也（第4話 - 第7話）
首藤の良き理解者で、相棒として『Loupe』を支えている。
七実の行動に手を焼いており、よくツッコミを入れている。
石岡玲子（いしおか れいこ）
演 - 片山友希（第5話 - 第7話）
『Loupe』の受付および経理担当。
『Loupe』の社員
演 - 善岡修、近藤辰哉、塚越貴仁、鈴鹿デスティニー（共に第5話 - 第7話）

#### 作家・岸本七実を支える人たち
二階堂錠（にかいどう じょう）
演 - 古舘寛治（第5話・第7話 - 最終話）
テレビ局『太陽テレビ』のプロデューサー。
全国ネットの生放送番組『にじナマDAYS』を担当している。
七実が一から考えて提出したスマートフォンアプリ『ルーペちゃん』の企画書と構成台本を高く評価し、『にじナマDAYS』で取り上げた。
一時は『にじナマDAYS』の中で、『Loupe』の「名物広報」として七実が出演するコーナーのシリーズ化を構想していたが、コンピュータウイルスに感染した七実のパソコンから送られたウイルスメールの被害を受け、企画は白紙となった。
2022年でも七実と交流があり、七実の著書『大丈夫じゃない日々、大丈夫な家族』を再び『にじナマDAYS』で取り上げた。
2022年時点で、行きつけの店のホステスであり、七実の同級生である茉莉花と交際しており、2025年時点で結婚している。
2022年の頃から岸本家のドキュメンタリー番組を企画していたが、2025年にようやく実現した。
茉莉花との交際前に一度離婚しており、前妻との間に社会人の息子と娘がいる。
末永繭（すえなが まゆ）
演 - 山田真歩（第5話・第7話 - 第9話）
出版社『十色出版』（といろしゅっぱん）の編集者。
一度七実が自らの失態で謝罪をしに末永の元に来た後に、ウイルスメールの被害の謝罪と『Loupe』の再度掲載を頼みに来た七実に対し、その心意気に感心し、「先行投資」としてネットメディア『Hope』を立ち上げた友人を紹介した。
2021年には『十色出版』の東京本社の書籍編集部に異動し、翌年に七実のバーに訪れ、七実の2冊目の書籍の出版を依頼した。その後、2025年には七実の新たな著書『岸本家のあかん日々』を同社から発売している。
七実からは「東京にお姉ちゃんが出来たみたい」と慕われている。
たかし
演 - たかし（トレンディエンジェル / 本人）（第5話・第7話）
お笑いコンビ・トレンディエンジェルのメンバー。
太陽テレビの『にじナマDAYS』の冠生中継コーナー『たかしのチェケラッタ情報局』に出演している。
自身と似たキャラクターが描かれているアプリ『ルーペちゃん』や、『ALL WRITE』と七実の著書『大丈夫じゃない日々、大丈夫な家族』を紹介した。

#### ALL WRITE（オールライト）
小野寺柊司（おのでら しゅうじ）
演 - 林遣都（第6話 - 第9話）
自らが一人立ち上げた、誰でも自由に作品を発表できる投稿サイト『ALL WRITE』（オールライト）の代表で編集者。
好物は甘栗。「自分の好物を評価したいと思う相手にあげる」という独自の評価手段をとっている。
七実の文才を見出し、作家への道を勧めた。
七実のありふれた日常や情景から大きな気付きや人のドラマを見つける着眼点や描写力を高く評価しており、2025年には、七実に小説を書くように勧めた。
斉藤可奈（さいとう かな）
演 - 椛島光（第6話 - 第9話）
『ALL WRITE』のスタッフ。
小野寺に煩わしさを感じつつも尊敬しており、常に支えている。
2025年には、『ALL WRITE』の業務だけでなく、岸本家のドキュメンタリー番組のディレクターも担当しており、番組のカメラマンも兼任した。

#### ゲスト
第1話
森ノ宮
演 - 市川しんぺー
ひとみが勤める整体院の整体師。
後藤
演 - 山下徳久
ひとみが勤める整体院の客。
小平悠
演 - 吉開湧気
七実の彼氏・旭の兄。
三上優斗
演 - 海斗（第7話）
心臓外科医。ひとみの手術を担当した。
2022年にひとみが新しい人工弁に変えるための手術をすることになった際も、再び手術を担当した。
藤原新太
演 - 鈴木楽（第4話）
幼少期の草太の友人。一緒に学校に通い、共にサッカーを習っていた。
イトウタイチロウ
演 - 築谷櫂（第4話）
幼少期の草太の友人。一緒に学校に通い、共にサッカーを習っていた。
ミネ
演 - 城戸俊嶺（第4話）
幼少期の草太の友人。一緒に学校に通い、共にサッカーを習っていた。

第2話
細貝翔
演 - 森岡龍（第3話・第4話）
理学療法士。ひとみのリハビリを担当している。
相馬樹里
演 - 田山由起（第3話・第4話）
ひとみの担当看護師。
ジャック
演 - ジャーミー・イートン
ニューヨーク出身の大道芸人。
通学路でバルーンアートやパントマイムを披露していたところを七実と環に目撃され、七実が大道芸人を目指そうとするきっかけとなった人物。

第3話
福本
演 - 根岸季衣（第8話）
芳子の大阪の友人。
生活雑貨店『ふくもと』を営んでいる。
新垣昌平
演 - 村山靖
岸本家が沖縄旅行に行った際のガイドで介護タクシーの運転手。
是永
演 - 荒木秀行（第4話）
七実が通う大学の教員。
篠宮梓（しのみや あずさ）
演 - 川﨑珠莉
七実が沖縄旅行を計画するために立ち寄った旅行会社『Very Tour』の社員。
交渉が得意であり、七実から「鬼の交渉術」と言われた。
清野
演 - 辻岡甚佐
大学で七実と環を勧誘していたテニスサークルの学生。
生田
演 - 秋本レイラニ
大学で七実と環を勧誘していたテニスサークルの学生。
吉川
演 - 湯木優輝
大学で七実と環を勧誘していたテニスサークルの学生。
宮脇
演 - 安藤彰則（第8話）
芳子の大阪の友人。ひとみと同い年。
鮮魚店『魚どし』を営んでいる。
安田
演 - 平川和宏（第5話）
耕助の手術を担当した医師。
リフォーム業者
演 - 橋本一郎、櫻井健人
ひとみの退院に伴う風呂場とトイレのリフォームの打ち合わせで岸本家を訪れる。
野球場の観客
演 - 藤田雅明
七実の「人生も野球もコーヒーのように深くて苦い」という言葉に感心して注文した客。
演 - 沖田修一、菊地健雄
野球観戦をしていた、七実のコーヒーの売り子のアルバイトの客。
七実が瀬尾を見ながらコーヒーを注いだため、それぞれの足にコーヒーをかけられた。
うそつきバイトリーダー
演 - 尾倉ケント
七実が行ったコーヒーの売り子のアルバイトのバイトリーダー。
栗山からは「ビールの売り子」と紹介されたが七実だけコーヒーを売ることになったため、七実から「うそつきバイトリーダー」と言われた。

第4話
佐々木清（ささき きよし）
演 - 佐藤貢三
ひとみが通う病院の心理カウンセラー。
ひとみに心理カウンセラーの道を勧めた。
迫田珠代
演 - 原扶貴子
ひとみが通う病院の患者。
いつもひとみに日頃の悩みを相談している。
患者
演 - きづき
ひとみが通う病院の患者。
いつもひとみに日頃の悩みを相談している。
コーチ
演 - 黄地裕樹
草太が通っていた小学校の教師でサッカークラブのコーチ。
管理人
演 - 藏内秀樹
所有している花瓶を草太が割ってしまったと勘違いしてしまった。

第5話
由良いずみ（ゆら いずみ）
演 - 早織
耕助の元同僚。
死去した耕助の跡を継ぎ、『KDESSIN』の社長を務めている。
耕助が搬送された際には岸本家と共に付き添い、耕助の最期を看取った。
会社の大掃除をした際に耕助の手帳を発見し、その時偶然『にじナマDAYS』に七実が出演していたのを見て連絡を取った。
山根大輔
演 - 小林リュージュ
ネットメディア『Hope』（ホープ）の社員。
七実をインタビューし、七実の生い立ちと『Loupe』の記事を書いた。
橋本
演 - 村田唯
耕助を担当していた看護師。
担任
演 - 藤野棟考
七実の小学生の時の担任教師。
ピエロ
演 - ほっほ（第6話・最終話）
手話通訳士
演 - YASUKO
手話通訳士。ひとみの講演の通訳を担当した。

第6話
ナビゲーター
演 - 住吉美紀
七実が出演したラジオ番組のナビゲーター。
七実が『ALL WRITE』に投稿したブログの読者でもある。
遊園地の係員
演 - 井上涼
遊園地のジェットコースター担当の係員。
智恵子
演 - 関えつ子
ペットボトルの蓋を草太に開けてもらい、お礼に飴を草太と七実にプレゼントした。
ひな
演 - 小林桃子
草太の小学校時代の同級生。いまだに草太のことを「キッシー」と呼んでいる。
ネイルサロンでアルバイトをしている。
OL
演 - 島田桃依、ふじわらみほ
七実が『ALL WRITE』に投稿したブログの読者。
七実の読者
演 - 星野奈緒
七実が『ALL WRITE』に投稿したブログの読者。

第7話
安田
演 - 安田龍生（第8話）
草太の勤務先であるカフェレストラン『やすみDOKI』のスタッフ。
ショウゴ
演 - ショウゴ（第8話・第9話）
草太の友人。『やすみDOKI』の同僚。
カイト
演 - 丹下開登（第8話・第9話）
草太の友人。『やすみDOKI』の同僚。
萌生
演 - 高井萌生（第8話・第9話）
草太の友人。『やすみDOKI』の同僚。
大輝
演 - 北島大輝（第8話・第9話）
草太の友人。『やすみDOKI』の同僚。
守谷雅美
演 - 大藤由佳
看護師。ひとみの新しい人工弁に変える手術の際に担当した。
カフェの客
演 - 淺野利来彩、淺野穂鷹、工藤星奈
草太が務めるカフェレストラン『やすみDOKI』の客。
けん太
演 - あべけん太
七実が『ALL WRITE』に投稿したブログのファン。
心愛
演 - 中心愛
七実が『ALL WRITE』に投稿したブログのファン。
里奈
演 - 青羽里奈
七実が『ALL WRITE』に投稿したブログのファン。

第8話
大川茂（おおかわ しげる）
演 - 黒田大輔（最終話）
芳子の夫。ひとみの父。七実の祖父。
部品工場の社長だった。
大の競馬好きで、負けると酔っ払って帰り、芳子にキツく当たることもあった。
轟
演 - 綾田俊樹
質屋。芳子や茂とは古くからの付き合いで、よく鑑定を依頼していた。
大川武雄
演 - 平山繁史
茂の父。芳子の義父。七実の曽祖父。
大川久子
演 - 中條サエ子
茂の母。芳子の義母。七実の曽祖母。
大川和子
演 - 逢生壱華
茂の妹。芳子の義妹。
大川紀子
演 - 大平采佳
茂の妹。芳子の義妹。
職人
演 - 岡本智礼、ノモガクジ
茂の会社の社員。
アクアショップの客
演 - マニコフスキ・ルーカス（第9話）
環が勤務しているアクアショップの客。
ポーランド語を話す。

第9話
七実のファン
演 - 西野、清水香奈芽（ハイツ友の会）
七実の著書『岸本家のあかん日々』のサイン会に参列したファン。
晃一
演 - 馬場巧
草太が一人暮らしをする家のオーナー。
直子
演 - ぼくもとさきこ
草太が一人暮らしをする家のオーナー。
看護師
演 - 平館真生
草太を出産した際にひとみを担当した産婦人科の看護師。

### スタッフ
その他のスタッフは出典を参照。
- 原作 - 岸田奈美『家族だから愛したんじゃなくて、愛したのが家族だった』
- 脚本 - 市之瀬浩子、大九明子、鈴木史子
- 音楽 - 髙野正樹
- 撮影 - 中村夏葉
- 照明 - 常谷良男
- 音声 - 小宮元
- 美術 - 安藤真人
- スタイリスト - 宮本茉莉
- ヘアメイク - 那須野詞
- アシスタントディレクター - 山田卓司
- 編集 - 米田博之
- プロデューサー - 近藤あゆみ
- ダウン症監修 - 沼部博直、水戸川真由美
- 医療考証 - 佐々木理恵
- 車椅子考証 - コ・イノペーション研究所
- 撮影協力 - 日本ダウン症協会、東京都住宅供給公社
- 制作統括 - 坂部康二（NHKエンタープライズ）、伊藤太一（AOI Pro.）、訓覇圭（NHK）
- 演出 - 大九明子

### 放送日程
| 各話   | 放送日                    | 放送日        | 脚本                 |
| 各話   | NHK BSプレミアム NHK BS4K | NHK総合       | 脚本                 |
| ------ | ------------------------- | ------------- | -------------------- |
| 第1話  | 2023年5月14日             | 2024年7月09日 | 市之瀬浩子           |
| 第2話  | 5月21日                   | 7月16日       | 市之瀬浩子           |
| 第3話  | 5月28日                   | 7月23日       | 市之瀬浩子           |
| 第4話  | 6月04日                   | 8月13日       | 市之瀬浩子、鈴木史子 |
| 第5話  | 6月11日                   | 8月20日       | 市之瀬浩子           |
| 第6話  | 6月18日                   | 8月27日       | 市之瀬浩子、大九明子 |
| 第7話  | 6月25日                   | 9月03日       | 市之瀬浩子、大九明子 |
| 第8話  | 7月02日                   | 9月10日       | 市之瀬浩子、大九明子 |
| 第9話  | 7月09日                   | 9月17日       | 市之瀬浩子、大九明子 |
| 最終話 | 7月16日                   | 9月24日       | 市之瀬浩子、大九明子 |

- NHK BSプレミアム・NHK BS4K
  - 最終話はBS4Kのみ2023年7月18日の0時 - 0時50分に放送された[7]。
- 地上波放送
  - 2024年7月30日は『パリ2024オリンピック』の中継を放送のために休止。
  - 同年8月6日は『NHKスペシャル「原爆 いのちの塔」』を放送のために休止。

### 放送時間

#### 本放送
| 放送チャンネル            | 曜日   | 時間          | 放送期間                | 放送枠           | 備考     |
| ------------------------- | ------ | ------------- | ----------------------- | ---------------- | -------- |
| NHK BSプレミアム NHK BS4K | 日曜日 | 22:00 - 22:50 | 2023年5月14日 - 7月16日 | プレミアムドラマ | [ 注 2 ] |
| NHK総合                   | 火曜日 | 22:00 - 22:45 | 2024年7月9日 - 9月24日  | ドラマ10         |          |
| NHK BSプレミアム4K        | 火曜日 | 18:15 - 19:00 | 2024年7月9日 - 9月24日  | ドラマ10         |          |

#### 再放送
- NHK BSプレミアム・NHK BS4K
  - 翌週水曜 23時 - 23時50分（2023年版）

### 受賞歴
- 放送批評懇談会「ギャラクシー賞」テレビ部門
  - 2023年7月度 月間賞[11][12]
  - 第61回（2023年度）奨励賞[88]
- 全日本テレビ番組製作社連盟「第40回 ATP賞テレビグランプリ」ドラマ部門 奨励賞[9][89]
- インターメディア「ワールドメディアフェスティバル2024」Entertainment Mini-Series部門 銀賞[9]
- KADOKAWA「第121回ザテレビジョンドラマアカデミー賞」監督賞：大九明子[13]

### 関連番組

#### 特集番組
- "家族"って何ですか?実在する家族のトゥルーストーリー（2023年5月10日、BSプレミアム）[90]
- 人気エッセーが実写化!一体どんなドラマなの? 家族だから愛したんじゃなくて、愛したのが家族だった（2023年5月12日、BSプレミアム）[90]
- NHKニュースおはよう日本（2023年5月14日、総合）[90]

#### ゲスト出演
- ニュースLIVE! ゆう5時（2023年5月8日、総合） - 錦戸亮[90]

### 映像ソフト化
- DVD-BOX（2023年10月27日発売 / 5枚組 / NSDX-53978 / JAN 4988066244834）[91]
  - 映像特典
    - "家族"って何ですか?実在する家族のトゥルーストーリー[注 33]
    - 人気エッセーが実写化!一体どんなドラマなの?[注 33]
    - メイキング&岸本家に聞く「家族とは?」
    - 錦戸亮「ゆう5時」未公開インタビュー&「箱の中は?」

  - 音声特典
    - 岸田奈美（原作）× 河合優実（七実役）オーディオコメンタリー第1話
    - 岸田奈美（原作）× 河合優実（七実役）オーディオコメンタリー最終話

  - 封入特典
    - ブックレット（16P）

| NHK BSプレミアム・NHK BS4K プレミアムドラマ | NHK BSプレミアム・NHK BS4K プレミアムドラマ                                    | NHK BSプレミアム・NHK BS4K プレミアムドラマ |
| 前番組                                      | 番組名                                                                         | 次番組                                      |
| ------------------------------------------- | ------------------------------------------------------------------------------ | ------------------------------------------- |
| グレースの履歴 （2023年3月19日 - 5月7日）   | 家族だから愛したんじゃなくて、愛したのが家族だった （2023年5月14日 - 7月16日） | 大奥 （2023年7月23日 - 9月24日）            |
| NHK総合 ドラマ10                            |                                                                                |                                             |
| 燕は戻ってこない （2024年4月30日 - 7月2日） | 家族だから愛したんじゃなくて、愛したのが家族だった （2024年7月9日 - 9月24日）  | 宙わたる教室 （2024年10月8日 - 12月10日）   |